# Кварц
Кварц — мінерал класу простих оксидів і гідроксидів, головний мінерал групи кремнеземів, широко розповсюджений в літосфері. Складається з діоксиду кремнію каркасної будови.
Кварц — один із найпоширеніших мінералів у земній корі, породотвірний мінерал більшості магматичних і метаморфічних порід.

## Склад і властивості

Структура кварцу

Хімічна формула: SiO2, діоксид кремнію. Містить у невеликих кількостях домішки Al, Fe, Са, Mg, Ti, Na, K, Li, OH і інш.
Встановлено 12 поліморфних модифікацій кристалічного SiO2, з них основні α-кварц, β-кварц, β2-тридиміт, β-кристобаліт. Чистий кварц безбарвний, прозорий (гірський кришталь), залежно від домішок набуває чорного (моріон), фіолетового (аметист) та інших відтінків.
Кварц є п'єзоелектриком та піроелектриком. (див. п'єзокварц).
Кварц — один з найміцніших та стійких мінералів. Твердість 7,0-7,25. Густина 2,65.
Основні різновиди кварцу: гірський кришталь, цитрин, аметист, халцедон, агат.

## Генезис
Кварц — полігенний мінерал. Утворюється з магматичних розплавів, багатих SiO2 (гранітоїди, кварцові порфіри, пегматити), газово-рідинних фтористих флюїдів (пегматити, ґрейзени) і водних лужно-хлоридних і бікарбонатних розчинів (рудоносні і нерудні кварцові жили) при гідролізі силікатних гірських порід в областях активного вулканізму (повторні кварцити).

## Морфологія
Для кристалів кварцу характерна тригональна сингонія. Кристали — шестигранні призми, з одного кінця (рідше з обох) увінчані шести- чи тригранною пірамідальною голівкою, яка поєднує межі двох ромбоедрів. Часто у напрямку до голівки кристал поступово звужується. Характерною рисою є наявність на гранях призми характерного поперечного штрихування.
У магматичних і метаморфічних гірських породах кварц утворює неправильні ізометричні зерна, зрощені з зернами інших мінералів; його кристалами часто інкрустовані порожнечі та мигдалини в ефузивних породах.
У осадових породах — конкреції, прожилки, секреції, щітки дрібних короткопризматичних кристалів на стінках порожнин у вапняках та інших породах. Також уламки різної форми і розмірів, галька, пісок.

## Збагачення
Основний метод збагачення кварцу — гравітаційні і магнітні (електромагнітні) методи збагачення. Рідко - флотація. Перед збагаченням, зазвичай, застосовують обтирку і знешламлювання. Вилучення кварцу з пісків ведуть на концентраційних столах, ґвинтових сепараторах, магнітною (електромагнітною) сепарацією.

## Застосування
Кварцові концентрати використовуються в скляній і легкій промисловості, в електронній і радіотехнічній промисловості, в хімічній і машинобудівній промисловості і навіть як конструкційний матеріал у космічній техніці.
П'єзоелектричні властивості кварцу використовуються у фонографах, а також як основа кристалічних осциляторів у електроніці, наприклад, у електронних годинниках.
Чисті відміни застосовують в радіотехніці, оптиці, забарвлені як напівдорогоцінний і виробний камінь. Скляні піски, пісковики, кварцити — основна сировина для виробництва скла, динасу, будівельних матеріалів, кераміки, феросиліцію, карбіду кремнію, флюсу в металургії, абразивів; особливо чистий жильний кварц і гірський кришталь використовують для термостійкого оптичного і технічного скла, монокристальний гірський кришталь — як п'єзооптична сировина для радіоелектроніки і оптики; однорідний халцедон — в приладобудуванні. Красиво забарвлені прозорі різновиди кварцу — ювелірні камені IV порядку, кольорові халцедони (агати) — ювелірно-виробні, кольорові кварцити — облицювальні камені. Якість кварцової сировини для силікатних виробів визначається вмістом кремнезему і шкідливих домішок, головним чином Fe, Al. (%).
При збагаченні основним методом вилучення кварцу з руд є гравітаційні та магнітні (електромагнітні) методи збагачення, з руд, рідше - флотація. Флотореагенти: збирачі — жирні і нафтенові кислоти, первинні і третинні аміни, солі гексадецилтриметиламонію та ін.; спінювачі — спиртові, соснове масло; регулятори середовища — луги, рідке скло, сірчана кислота; активатори — іони кальцію, заліза, алюмінію; депресори — ціаніди (при флотації окиснених руд карбоновими кислотами), рідке скло, крохмаль. Перед флотацією застосовують обтирку і знешламлювання. Вилучення і очистку кварцу з пісків ведуть на концентраційних столах, ґвинтових сепараторах, магнітною сепарацією. Кварц для виробництва карбіду кремнію очищується електросепарацією. Для відділення чистих грудок жильного кварцу від озалізнених застосовують фотометричну сепарацію.

## Різновиди кварцу
Різновиди:
- кварц авантюриновий (авантюрин);
- кварц аморфний (тонкозернисті агрегати кварцу);
- кварц безбарвний (кришталь гірський);
- кварц білий склуватий (кварц);
- кварц благородний (стара ювелірна назва бразильського кришталю гірського);
- кварц бразильський (застаріла назва кварцу димчастого);
- кварц вавилонський (кварц із східцеподібним наростанням граней, зумовленим чергуванням ромбоедрів і призм);
- кварц високотемпературний (кварц, який утворюється при температурі понад 573 °C); кварц волокнистий (халцедон);
- кварц вонючий (кварц, який про розколюванні виділяє неприємний запах);
- кварц блакитний (зерна кварцу в деяких вивержених і метаморфічних породах блакитного кольору, який зумовлений розсіюванням світла тонкими включеннями рутилу і пилоподібними частинками невизначених речовин; особливо поширений у чарнокітах);
- кварц димчастий (прозорий кварц димчасто-жовтого, буруватого, сіруватого кольору — раухтопаз); кварц жирний (молочно-білий кварц з жирним блиском);
- кварц залізистий (кварц червоного або жовто-бурого кольору з розсіяними включеннями гематиту або ґетиту);
- кварц звичайний (кварц);
- кварц зірчастий (1. кварц, у якому проявляється явище астеризму; 2. зірчасті агрегати кварцу з Ісполінових гір у Чехії);
- кварц ковпаковий (кварц у шапці);
- кварц комірковий (комірчасті, тріщинуваті агрегати кварцу, в основному псевдоморфози по таблитчастому кальциту й бариту);
- кварц лазуровий (кварц з включеннями крокідоліту);
- кварц молочний (молочно-білий, майже непрозорий кварц з жирним блиском);
- кварц низькотемпературний (кварц, який утворюється при температурі нижче 573 °C);
- кварц опалоподібний (Єнцшит);
- кварц оптичний (гірський кришталь і моріон, які застосовуються при виготовленні оптичних приладів);
- кварц перлинний (кварц з перламутровим полиском);
- кварц пірогенний (кварц);
- кварц пресований;
- кварц-резунець (місцева уральська назва кварцу, який легко розколюється по тріщинах на гострокутні уламки);
- кварц родузитовий (волокнистий глаукофан, зцементований кварцом);

- кварц рожевий (зазвичай мутні, білі з рожевим відтінком, блідо-рожеві маси або кристали, інколи яскраво-рожеві або блідо-рожеві частково прозорі кристали), кварц рожевий- відміна кварцу світло-рожевого кольору;
- кварц ромбічний (помилкова назва шпату польового);
- кварц рутиловий (волосатик);
- кварц саґенітовий (прозорий або майже безбарвний кварц з включеннями гольчастих кристалів рутилу, які розміщені в одній площині);
- кварц сапфіровий (кварц кольору індиго або берлінської лазурі, який зумовлений субмікроскопічними включеннями голочок рутилу; рідкісний);
- кварц синій (1. кварц з включеннями голочок рутилу; 2. застаріла назва сапфіру);
- кварц сітчастий (кварц з сітчастим візерунком; утворюється внаслідок поліморфних перетворень низько- і високотемпературних модифікацій);
- кварц скіпетроподібний (морфологічна відміна кварцу, у якої на кінцях шестикутних і тичкуватих кристалів розміщені товстіші індивіди);
- кварц скляний (торговельна назва водяно-прозорої відміни кришталю гірського);
- кварц скручений (кварц, кристали якого в процесі росту набирають «деформованого» вигляду);
- кварц сотовий[джерело?] (кварц сітчастий);
- кварц у сорочці (кристали кварцу з облямівками лускуватого хлориту);
- кварц шоковий — різновид кварцу, з мікроскопічною структурою, яка відрізняється від звичайного кварцу наявністю ударних ламелей;
- кварц у шапці (відміна кварцу, окремі зони якого легко відділяються одна від другої у вигляді шарів або шапочок); кварц шапкоподібний (кварц у шапці);
- α-кварц (низькотемпературна (<573 °C) тригональна модифікація кварцу);
- β-кварц (високотемпературна (>573 °C) гексагональна модифікація кварцу).

Кварц вільний, (рос. кварц свободный; англ. free quartz; нім. freier Quarz m) — хімічно незв'язаний SiO2.
Кварц лівий і правий, (рос. кварц левый и правый; англ. left-handed and right-handed quartz; нім. linksdrehender Quarz m und rechtsdrehender Quarz m — за Є. Лазаренко — енантіоморфні кристали кварцу. Морфологічно характеризуються тим, що лівий кристал кварцу має тригональну піраміду і тригональний трапецоедр лівого кута тієї грані призми, яка розміщена нижче додатної грані ромбоедра. У правого кварцу вони мають зворотний характер. В структурному відношенні характеризуються тим, що тетраедри [SiO4] розміщені на різних рівнях по спіралях, які закручуються ліворуч або праворуч по двоходовому ґвинту навколо шестерної або потрійної осі.
Правило морфологічного розпізнавання енантіоморфних форм кварцу за наявністю грані трапецоедра називається правилом Вайса.

Додаткові ілюстрації
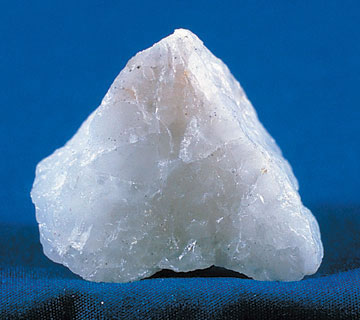
Молочний кварц
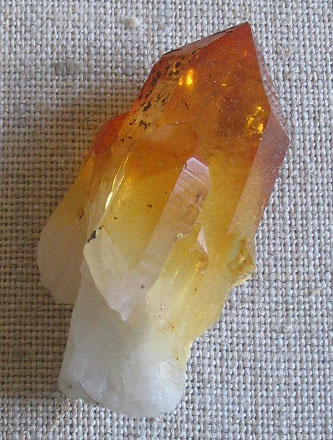
кристал кварцу
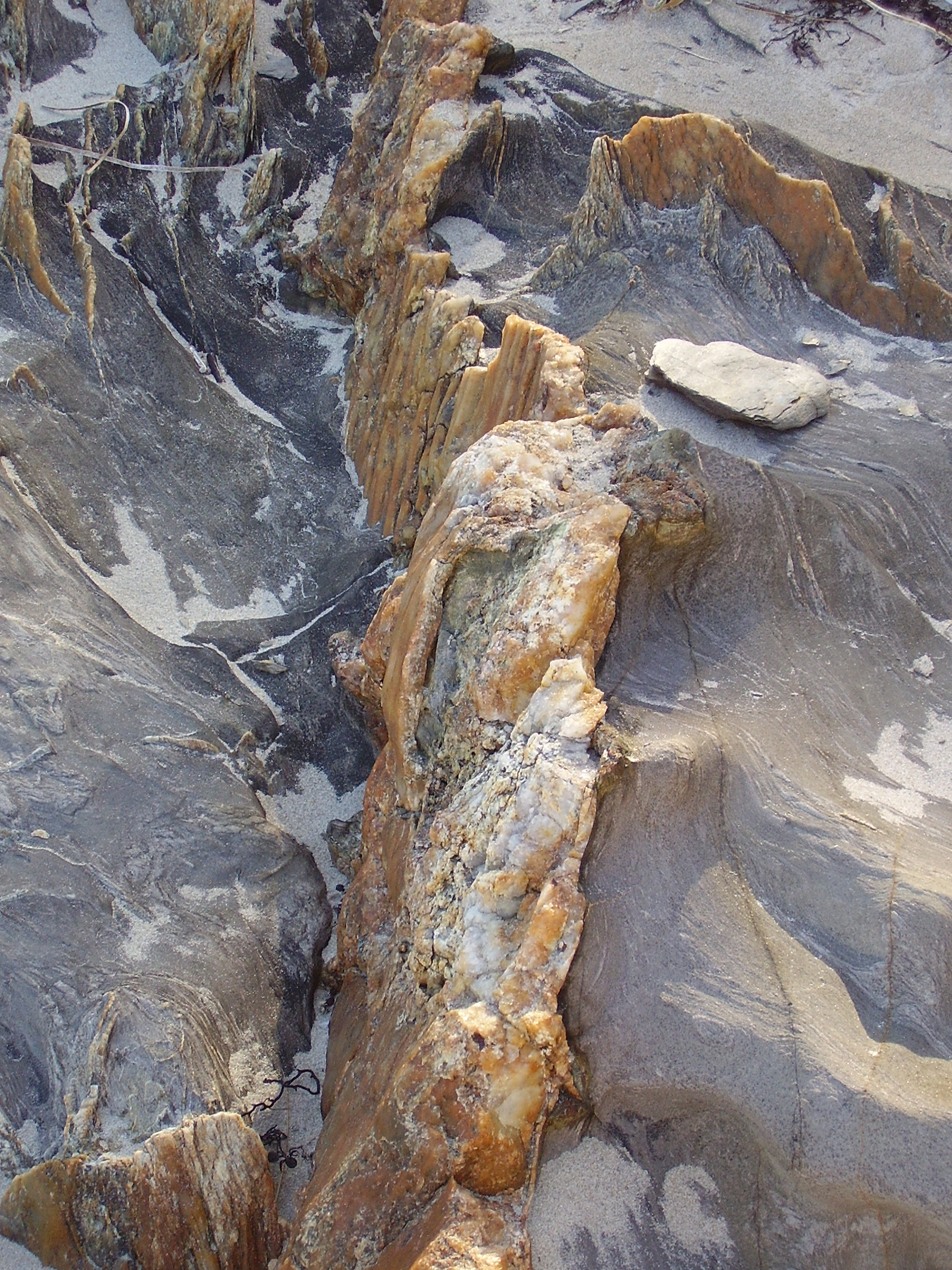
Жила кварцу
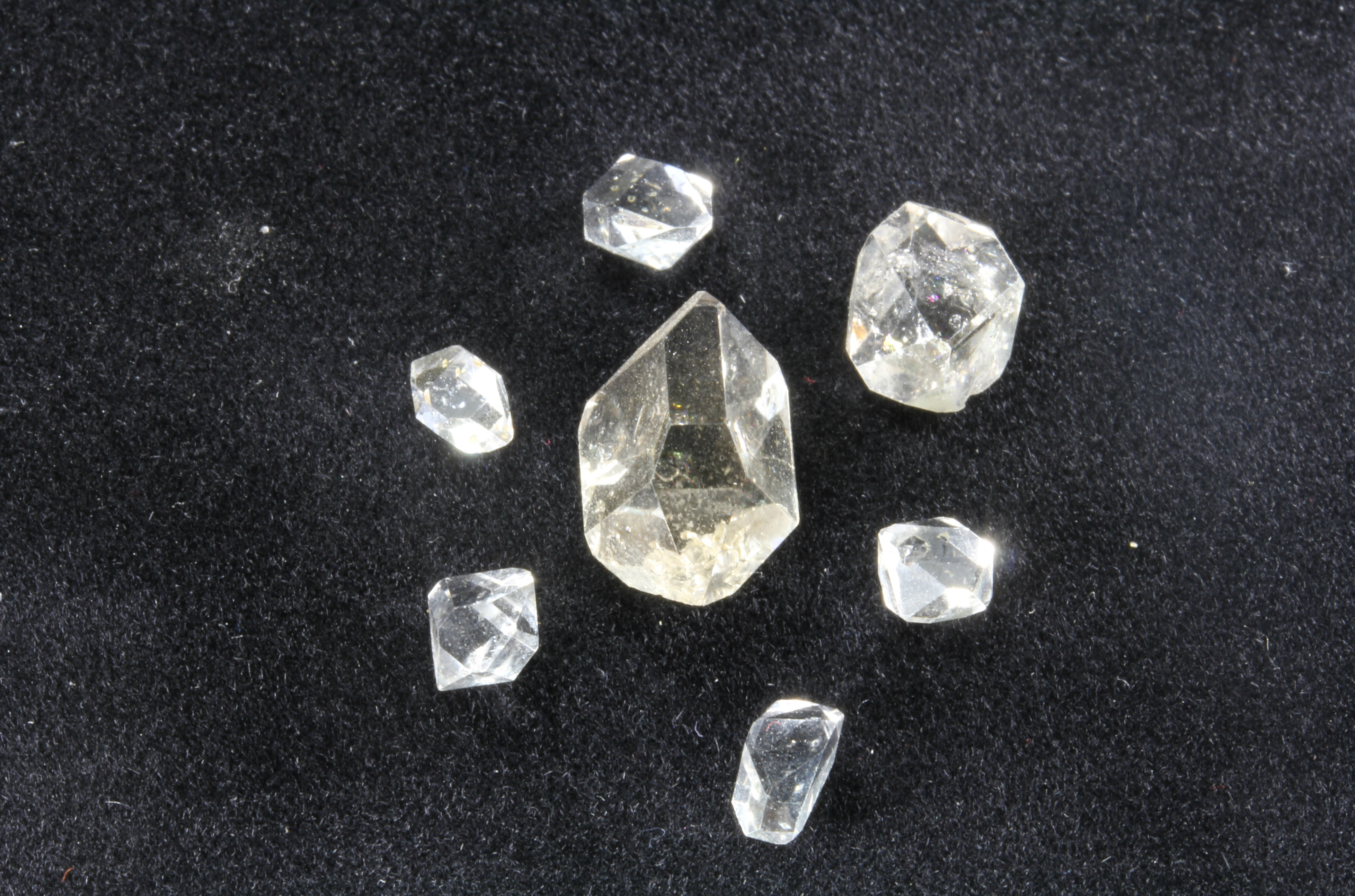
Різновиди кварцових кристалів, знайдені в Українських Карпатах, тип «мармароський діамант»
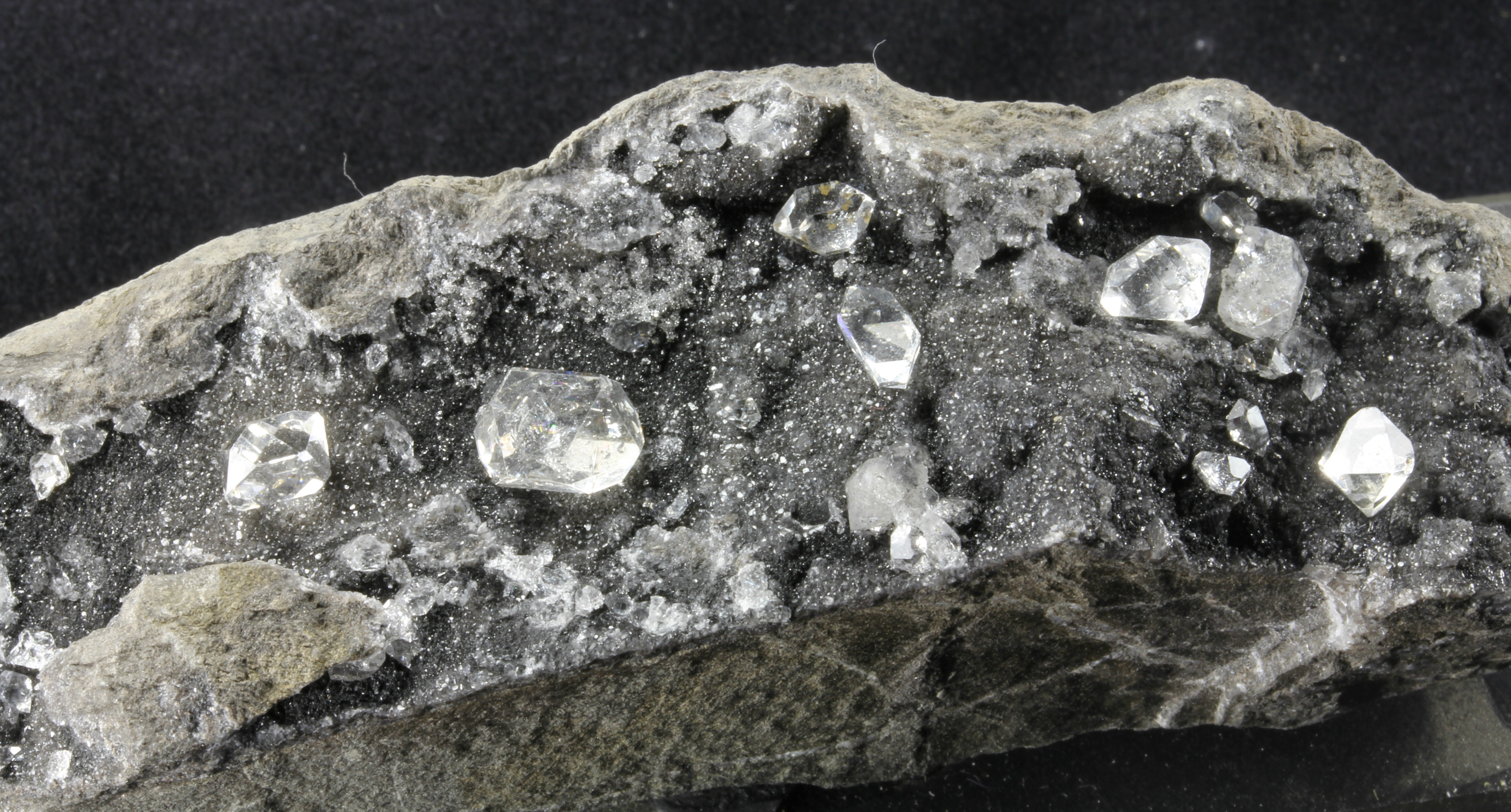
Кристали кварцу, поширені в системі карбонатних прожилків, що виповнюють тріщини в пісковиках.